# LiSMoR
株式会社LiSMoR（リスモア、英称：LiSMoR）は、コンサート、イベント等の技術・進行、配信等をする会社である。

## 会社概要

### 沿革
2018年（平成30年）5月22日、資本金1000万円にて株式会社LiSMoRを設立

## 業務内容
- 主に代々木にある山野美容専門学校の山野ホールの音響、映像の管理運営
- その他、各ホール等でのPA、映像、配信、録音業務
- 音響映像機材の販売納入

## 主なスタッフ
- 音響:鎌田茂孝
- 映像:戸塚安博

## 業務実績
- 山野美容専門学校の学校行事のPA、映像、収録、配信
- ハロプロイベントの映像
- 声優イベントのPA、映像、収録、配信
- パラスポーツ競技のPA、映像、配信
- ニコニコ生放送の映像、音声
- 企業イベント新製品発表会等の映像、音響
- アイドルライブの音響